# Élections législatives de 1988 dans la Haute-Loire
Les élections législatives françaises de 1988 se déroulent le 5 juin 1988. Dans le département de la Haute-Loire, deux députés sont à élire dans le cadre de deux circonscriptions.

## Élus
| Circonscription | Député sortant        | Parti                 | Parti                 | Député élu ou réélu | Parti | Parti     |
| --------------- | --------------------- | --------------------- | --------------------- | ------------------- | ----- | --------- |
| 1re             | Scrutin proportionnel | Scrutin proportionnel | Scrutin proportionnel | Jacques Barrot      |       | UDF (CDS) |
| 2e              | Scrutin proportionnel | Scrutin proportionnel | Scrutin proportionnel | Jean Proriol        |       | UDF (PR)  |

## Positionnement des partis
L'UDF et le RPR se présentent unis sous l'étiquette « Union du Rassemblement et du Centre » tandis que les candidats du Parti socialiste se rangent sous la bannière de la « Majorité présidentielle pour la France unie », slogan de la campagne présidentielle de François Mitterrand.

## Résultats

### Résultats à l'échelle du département
|                | Union pour la démocratie française  | 58 707  | 55,29  | 2 |  |  |
|                | Union du Rassemblement et du Centre | 58 707  | 55,29  | 2 |  |  |
|                |                                     |         |        |   |  |  |
|                | Parti socialiste                    | 33 679  | 31,72  | 2 |  |  |
|                | La France unie                      | 33 679  | 31,72  | 2 |  |  |
|                |                                     |         |        |   |  |  |
|                | Front national                      | 7 510   | 7,07   | 0 |  |  |
|                | Parti communiste français           | 4 686   | 4,41   | 0 |  |  |
|                | Ligue communiste révolutionnaire    | 1 602   | 1,51   | 0 |  |  |
|                |                                     |         |        |   |  |  |
| Inscrits       | Inscrits                            | 156 566 | 100,00 | 2 |  |  |
| Abstentions    | Abstentions                         | 47 984  | 30,65  |   |  |  |
| Votants        | Votants                             | 108 582 | 69,35  |   |  |  |
| Blancs et nuls | Blancs et nuls                      | 2 398   | 2,21   |   |  |  |
| Exprimés       | Exprimés                            | 106 184 | 97,79  |   |  |  |

### Résultats par circonscription

#### Première circonscription (Le Puy-en-Velay - Yssingeaux)
|                | Jacques Barrot sortant réélu | UDF (CDS) (URC) | 30 438 | 58,31  |  |  |  |
|                | Jean-Pierre Dupuy            | PS              | 14 610 | 27,99  |  |  |  |
|                | Gérard Dumalle               | FN              | 4 534  | 8,69   |  |  |  |
|                | René Raffier                 | PCF             | 2 614  | 5,01   |  |  |  |
|                |                              |                 |        |        |  |  |  |
| Inscrits       | Inscrits                     | Inscrits        | 77 012 | 100,00 |  |  |  |
| Abstentions    | Abstentions                  | Abstentions     | 23 513 | 30,53  |  |  |  |
| Votants        | Votants                      | Votants         | 53 499 | 69,47  |  |  |  |
| Blancs et nuls | Blancs et nuls               | Blancs et nuls  | 1 303  | 2,44   |  |  |  |
| Exprimés       | Exprimés                     | Exprimés        | 52 196 | 97,56  |  |  |  |

#### Deuxième circonscription (Le Puy-en-Velay - Brioude)
|                | Jean Proriol sortant réélu | UDF (PR) (URC) | 28 269 | 52,36  |  |  |  |
|                | Gabriel Gay                | PS             | 19 069 | 35,32  |  |  |  |
|                | Gérald-Hubert Fayard       | FN             | 2 976  | 5,51   |  |  |  |
|                | Gérard Gravier             | PCF            | 2 072  | 3,84   |  |  |  |
|                | Raymond Vacheron           | LCR            | 1 602  | 2,97   |  |  |  |
|                |                            |                |        |        |  |  |  |
| Inscrits       | Inscrits                   | Inscrits       | 79 554 | 100,00 |  |  |  |
| Abstentions    | Abstentions                | Abstentions    | 24 471 | 30,76  |  |  |  |
| Votants        | Votants                    | Votants        | 55 083 | 69,24  |  |  |  |
| Blancs et nuls | Blancs et nuls             | Blancs et nuls | 1 095  | 1,99   |  |  |  |
| Exprimés       | Exprimés                   | Exprimés       | 53 988 | 98,01  |  |  |  |